# Blum (Teksas)
Blum je gradić u američkoj saveznoj državi Teksas. Prema popisu stanovništva iz 2010. u njemu je živjelo 444 stanovnika.